# Adolph Menzel
Adolph von Menzel (ur. 8 grudnia 1815 we Wrocławiu, zm. 9 lutego 1905 w Berlinie) – niemiecki malarz i grafik, profesor berlińskiej Królewskiej Akademii Sztuki.

## Życiorys

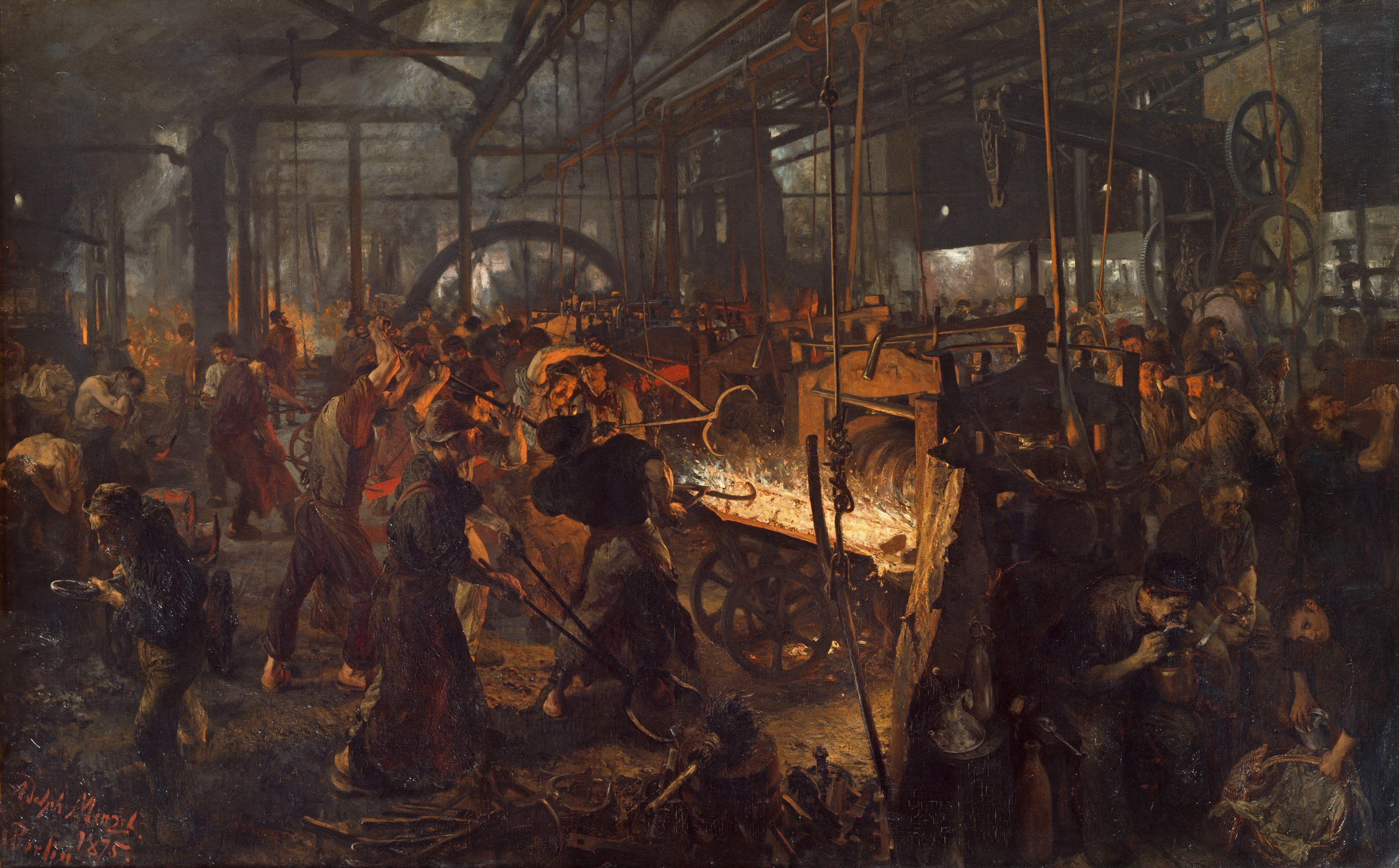
„Eisenwalzwerk” (Walcownia żelaza) Adolfa Menzla, 1872-1875

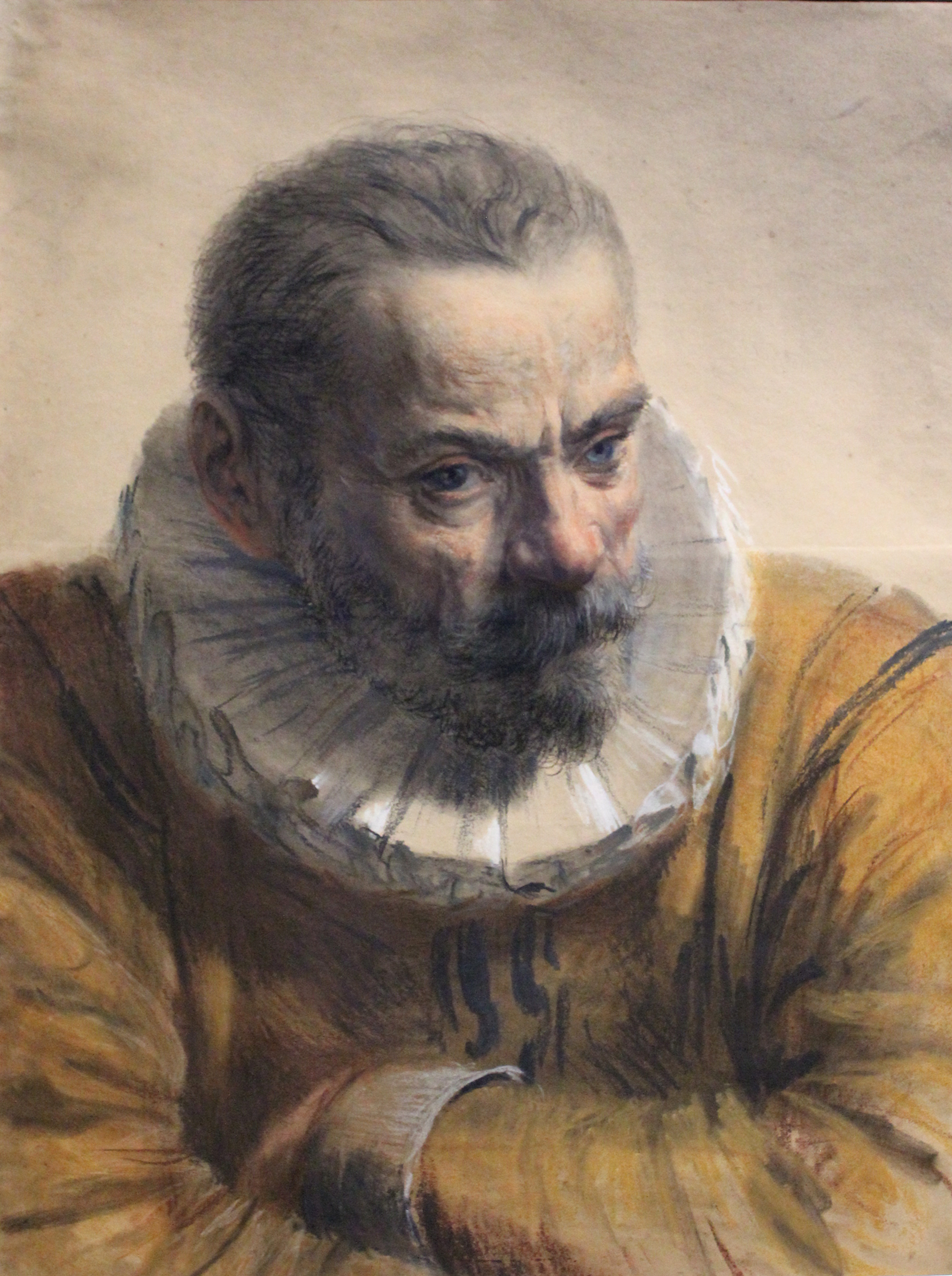
Mężczyzna w renesansowym stroju, ok. 1850, Muzeum Narodowe w Warszawie

W roku 1830 przybył do Berlina, gdzie uczęszczał krótko na tamtejszą Akademię, potem kształcił się samodzielnie. W 1833 wystąpił po raz pierwszy ze swymi litografiami i obrazami. Jednak dopiero zilustrowanie dzieła Kuglera „Geschichte Friedrichs des Großen” (400 ilustracji) oraz wydania dzieł Fryderyka Wielkiego (200 litografii) uczyniły go sławnym.
Około roku 1840 powstały obrazy, w których Menzel jest prekursorem impresjonizmu, m.in. „Pokój artysty”. Głównym tematem prac Menzla są przeważnie czasy Fryderyka Wielkiego – wydał w litografiach „Umundurowanie armii Fryderyka Wielkiego” cykl drzeworytów z tych czasów. Do najważniejszych osiągnięć malarskich należą m.in. „Koncert na flecie w Sanssouci” (1853, Berlin), „Hołd stanów śląskich we wrocławskim Ratuszu”, „Spotkanie Fryderyka Wielkiego z Józefem II w Nysie”, oraz z czasów Wilhelma I: „Koronacja w Królewcu”, „Przyjęcie na balu”.
Menzel malował (olejno, akwarelą, gwaszem), prócz obrazów historycznych, także krajobrazy, obiekty architektury, wnętrza, zwierzęta; z tej tematyki wymienić należy: „Niedziela w ogrodach tuileryjskich” czy świetny obraz „Walcownia żelaza”, przedstawiający robotników huty w Königshütte (dzisiejszy Chorzów). Stanowił on rewolucyjne wydarzenie w malarstwie, bo po raz pierwszy pokazywał świat pracy – znany w świecie i cytowany w sztuce, socjologii, ekonomii. Dzieła Menzla cechuje zdecydowany już realizm, silna charakterystyka i świetne traktowanie materii.
Inne słynne obrazy: „Słoneczne wnętrze” (1845), „Ogrody przy pałacu księcia Alberta” (1846), „Wnętrze odlewni żelaza w Królewskiej Hucie” (niemiecka nazwa Chorzowa) namalowany podczas pobytu artysty w tym mieście, „Wspomnienia teatru Gymnose”, „La Piazza d’Erbe”, „Kapela w Tuileries”.
Doctor honoris causa Uniwersytetu Wrocławskiego oraz honorowy obywatel Berlina i Wrocławia. 7 grudnia 1895 jako obcokrajowiec został odznaczony austro-węgierską Odznaką Honorową za Dzieła Sztuki i Umiejętności.
W 1997 wykonano jego marmurowe popiersie umieszczone w galerii „Wielcy Wrocławianie” w muzeum w ratuszu wrocławskim.